# ホルムズ戦役
ホルムズ戦役（Ottoman campaign against Hormuz）は、1552年から1554年にかけて行われたオスマン帝国による一連の作戦。オスマン艦隊は提督ピリ・レイスとセイディ・アリ・レイスに率いられて、オスマン海軍基地のスエズから出撃して、インド洋の北西部からポルトガルの影響力の排除を目指した。特に重要目標となったのは、ポルトガルの要塞のあったホルムズ島だった。

## 準備
オスマン帝国はオスマン・サファヴィー戦争 (1532年–1555年)でペルシアからバスラを奪った。その後、オスマン帝国はペルシア湾のいくつかの重要地点を押さえた。1550年、オスマン帝国はラフサ地方への遠征を行い、カティーフを占領した。
1552年から1554年の遠征では、オスマン帝国軍はスエズの海軍基地から派遣されたガレオン船4隻、ガレー船25隻、および850人の部隊で構成されていた。

## 遠征
オスマン艦隊は1552年8月、マスカット（現オマーン）を占領した。占領後、オスマン軍は出撃したが、1552年9月のホルムズ攻撃は失敗した。
その後、オスマン艦隊はバスラに入った。この遠征でイエメン、アデン、アラビアの沿岸を占領して支配地域を広げ、それはインド貿易の助けとなった。
だが、ホルムズは健在でペルシア湾の出口は脅かされていた。ピーリー・レイースは艦隊主力をバスラに置き去りにして、ガレー船3隻だけを率いてスエズに脱出した。エジプト総督のセミズ・アリ・パシャはこれを歓迎せず、敵前逃亡した指揮官と見なした。また、バスラからはホルムズ攻囲戦の失敗は賄賂と引き替えに包囲を解いた物だという情報も入った。スレイマン1世の命令でピーリー・レイースは処刑され、財産は没収された。
1553年に、新たにバスラの艦隊の長に任命されたムラト・レイースはインド洋への遠征を指揮したが、ポルトガル艦隊に阻止され成功できなかった。
新たな指揮官に選ばれたセイディ・アリ・レイスと彼のガレー船団は、1554年8月にバスラからスエズに帰還の途上、ポルトガル軍による待ち伏せに巻き込まれた（オマーン湾の戦い）。